# قبة بصلية

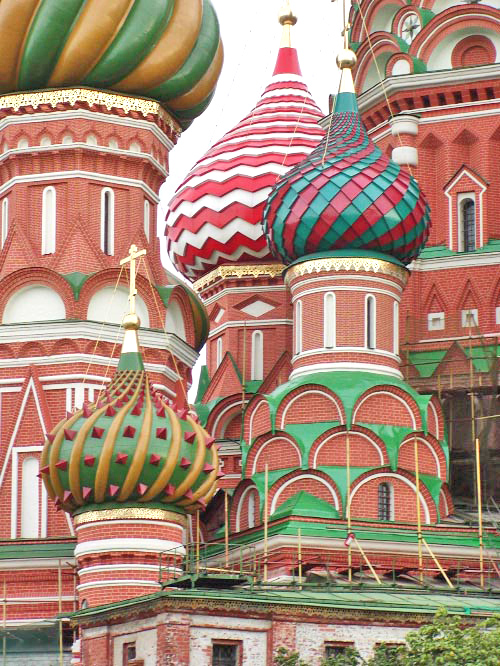
قباب كاتدرائية القديس باسيل في موسكو.

القبة البصلية هي قبة تشبه شكل البصلة وعادة ما ترتبط بالأسلوب المعماري الروسي. غالبًا ما يكون قطر هذه القباب أكبر من قطر الطبلات التي تستند عليها وعادة ما يتجاوز ارتفاع هذه القباب عرضها. تستدق القبة البصلية المنتفخة نحو نقطة واحدة بسلاسة.
تُعد القباب البصلية سمة مشتركة للكنائس التي تنتمي للكنيسة الأرثوذكسية الروسية. نجد في بعض الأحيان مبان مماثلة في البلدان الأوروبية مثل ألمانيا في بافاريا (في ألمانيا: تُسمى حرفيًا «برج البصل») وفي النمسا وجمهورية التشيك وشمال شرق إيطاليا وفي بلدان أوروبا الشرقية الأخرى وفي المناطق الشرقية مثل الهند المغولية والشرق الأوسط وآسيا الوسطى. مع ذلك، لا تحتوي المباني القديمة خارج روسيا عادة على البناء النموذجي المميز للتصميم البصلي الروسي، وبالتالي من الممكن أن يعود الأصل في الأسلوب المعماري الأصلي لقبائل روس المبكرة.
تشمل الأنواع الأخرى من القباب الأرثوذكسية الشرقية قباب الخوذة (على سبيل المثال، قباب كاتدرائية الصعود في فلاديمير)، والقباب كمثرية الشكل (كاتدرائة القديسة صوفيا في كييف) وقباب الباروك البرعمية (كنيسة القديس أندرو في كييف) أو مزيج من الشكل البصلي وشكل الخوذة معًا مثل كاتدرائية القديسة صوفيا في نوفغورود.

## لمحة تاريخية
ليس من الواضح تمامًا متى أصبحت القباب البصلية سمة نموذجية للعمارة الروسية. ظهر النمط البصلي المنحني خارج روسيا في العالم الغربي وفي الشرق في وقت لاحق. لكن ما تزال هناك العديد من النظريات التي وجدت أن الشكل البصلي قد تأثر بدول من الشرق مثل الهند وبلاد فارس، إذ كان الشعب الروسي والثقافة الروسية في تبادل ثقافي معهما دائمًا. تميزت الكنائس البيزنطية والهندسة المعمارية في خقانات روس بقباب مسطحة أكثر دون وجود إطار خاص ينتصب فوق الطبلة. على النقيض من هذا الشكل القديم، يعلو كل طبلة في الكنيسة الروسية هيكل خاص من المعدن أو من الخشب مكسو بصفوف من الصفائح المعدنية أو البلاط، إذ غالبًا ما تمتلك العمارة البصلية منحنيات كثيرة. استخدمت العمارة الروسية شكل القبة ليس فقط للكنائس بل في العديد من المباني الأخرى.
احتوت معظم الكنائس الروسية التي تنتمي للفترة قبل فترة بيترين على قباب منتفخة وذلك بحلول نهاية القرن التاسع عشر. أُقيمت أكبر القباب البصلية في القرن السابع عشر في المنطقة حول ياروسلافل، التي اشتهرت مصادفة بحجم البصل الكبير فيها. كان هناك عدد قليل من القباب برعمية الشكل الأكثر تعقيدًا وقد استمدت شكلها من نماذج الباروك في أواخر القرن السابع عشر. عادة ما ارتبطت القباب ذات الشكل الكمثري بالباروك الأوكراني، في حين أن القباب المخروطية كانت تُعد نموذجية في الكنائس الأرثوذكسية في جنوب القوقاز.

## وجهة نظر تقليدية

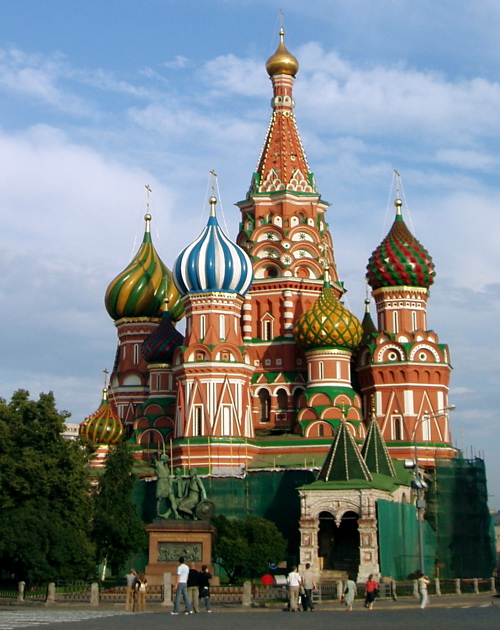
كاتدرائية القديس باسيل،في موسكو، روسيا

من المفترض أن الأيقونات الروسية التي رُسمت قبل الغزو المغولي لشعب روس بين عامي 1237- 1242 لا تحتوي على كنائس ذات قباب بصلية الشكل. تعرض اثنتان من الكنائس المبجلة ما قبل المغولية التي أُعيد بناؤها (كاتدرائية الصعود وكاتدرائية القديس ديمتريوس، وكلاهما في فلاديمير)، قبابًا ذهبية على شكل الخوذة. كشفت أعمال الترميم في كثير من الكنائس القديمة الأخرى عن بعض الأجزاء من القباب السابقة التي تشبه الخوذة تحت قباب صغيرة بصلية الشكل بُنيت حديثًا. افتُرض أن القباب البصلية قد ظهرت لأول مرة في روسيا خلال عهد إيفان الرهيب (حكم منذ 1533 وحتى 1484). لم تتغير قباب كاتدرائية القديس باسيل منذ عهد فيودور الأول، ابن إيفان (حكم منذ 1584 وحتى 1598)، مما يدل على وجود القباب البصلية في روسيا في القرن السادس عشر.
يفترض عدد من الباحثين أن الروس استعاروا القباب البصلية من الدول الإسلامية، ربما من خانية قازان، التي احتلها إيفان الرهيب في عام 1552 وجرى إحياء ذكراها من خلال بناء كاتدرائية القديس باسيل. تمثل ثمانية من القبب التسعة الموجودة في كاتدرائية القديس باسيل الهجمات الثمانية على قازان، بينما بُنيت القبة التاسعة بعد مرور 36 عامًا على حصار قازان لتكون قبرًا لإيفان. جاءت التشطيبات النهائية والزخرفة الخاصة بهذه القباب زاهية اللون وجريئة الشكل، فهي مزخرفة بأهرامات وشرائط والعديد من الأنماط الأخرى التي تظهر في كاتدرائيات مختلفة بخلاف كاتدرائية باسيل. يعتقد البعض أن القباب البصلية ظهرت لأول مرة في العمارة الخشبية الروسية وقد كانت تُقام فوق الكنائس الشبيهة بالخيام. بحسب هذه النظرية، كانت الفائدة من هذه القباب بصلية الشكل منع تراكم الثلوج على أسطح الكنائس.

## وجهة نظر حديثة
أشار المؤرخ بوريس ريباكوف في عام 1946، أثناء تحليله للمنمنمات من التواريخ الروسية القديمة، إلى أن معظمها ممن يعود للقرن الثالث عشر فصاعدًا، يعرض الكنائس ذات القباب البصلية بدلًا من تلك التي احتوت على قباب الخوذة. أيد هذا الرأي نيكولاي فورونين الممثل للسلطة الرئيسية في العمارة الروسية قبل المغول، وقال إن القباب البصلية كانت موجودة في روسيا منذ وقت مبكر من القرن الثالث عشر، على الرغم من أنها لا يمكن أن تكون واسعة الانتشار. أظهرت هذه النتائج أن القباب البصلية الروسية لا يمكن أن تكون قد استوردت من الشرق، إذ لم تحل قباب البصل محل القباب الكروية حتى القرن الخامس عشر.
فحص سيرغي زاغريفسكسن مؤرخ الفن الحديث، مئات الأيقونات والمنمنمات الروسية من القرن الحادي عشر فصاعدًا. خلص إلى أن معظم الأيقونات المرسومة بعد الغزو المغولي لشعب روس قد عرضت القباب البصلية فقط. عُرضت قباب البصل الأولى في بعض صور القرن الثاني عشر (منمنمتان من دوبريلوف إيفانجيلي). وجد سيرغي أيقونة واحدة فقط من أواخر القرن الخامس عشر تعرض قبة تشبه الخوذة بدلًا من الشكل البصلي. قادته هذه النتائج التي توصل إليها إلى استبعاد أجزاء من قباب الخوذة التي اكتشفها المرممون تحت قباب البصل الحديثة، على أنها أنماط تعود لما بعد بيترين وهي تهدف إلى إعادة إنتاج الأشكال المألوفة من القباب البيزنطية. أشار سيرغي أيضًا إلى أن أقدم الصور لكاتدرائيتي فلاديمير تُظهرهما على أنهما تحتويان على قباب بصلية، قبل أن يجري استبدالها بقباب الخوذة. يشرح سيرغي المظهر الكامل للقباب البصلية في أواخر القرن الثالث عشر من خلال التأكيد العام على خاصية العمودية التي تميز عمارة الكنائس الروسية منذ أواخر القرن الثاني عشر وحتى أوائل القرن الخامس عشر. جرى في تلك الفترة ترتيب الشرفات والدعامات والأقبية والطبلات لخلق اتجاه عمودي، وهذا ما يجعل الكنيسة تبدو أطول مما كانت عليه. يبدو من المنطقي أن تكون القباب المتطاولة أو البصلية جزءًا من نفس الاتجاه القوطي الأولي الذي يهدف إلى تحقيق التركيز الرأسي الهرمي.

## الرمزية
لم تُعين الكنيسة الأرثوذكسية الروسية أي رمز معين للشكل الخارجي للكنيسة قبل القرن الثامن عشر. مع ذلك، يسود الاعتقاد أن القباب البصلية ترمز إلى الشموع المحترقة. جادل الفيلسوف الديني البارز الأمير إيفجيني تروبيتسكوي في عام 1917، بأن الشكل البصلي لقباب الكنيسة الروسية قد لا يكون فُسر بشكل عقلاني، فبحسب رأيه، فإن الطبلات التي تعلوها القباب المستدقة قد نُفذت عمدًا لتشبه الشموع وبالتالي سيظهر من خلال ذلك اتجاه جمالي وديني معين. هناك تفسير آخر مفاده أن القبة البصلية كانت تُعتبر في الأصل شكلًا يذكرنا بالإيديكيولا (مصلى) في كنيسة القيامة في القدس.
غالبًا ما تظهر القباب البصلية ضمن مجموعات مكونة من ثلاثة قباب تمثل الثالوث المقدس، أو خمسة قباب تمثل يسوع المسيح والإنجيليين الأربعة. تمثل القباب التي تكون مفردة يسوع المسيح. كان فاسيلي تاتيشيف أول من استنكر هذا التفسير بشدة، إذ كان يعتقد أن تصميم الكنائس ذات القباب الخمس قد نشره البطريرك نيكون، الذي قارن القبة المركزية الأعلى مع نفسه والقباب الجانبية الأربع مع أربعة بطاركة آخرين في العالم الأرثوذكسي. لا يوجد دليل آخر على امتلاك نيكون لوجهة النظر هذه.
طُليت القباب بألوان زاهية غالبًا، وقد ترمز ألوانها بشكل غير رسمي إلى جوانب مختلفة من الدين. خُصصت القباب الخضراء والزرقاء والذهبية أحيانًا لتمثيل الثالوث المقدس والروح القدس ويسوع على التوالي. شاعت القباب السوداء كروية الشكل في شمال روسيا الثلجي.